# جمعية ميثاق العمل الوطني
جمعية ميثاق العمل الوطني هو حزب سياسي ليبرالي في البحرين. تأسست من قبل رجال أعمال سنة وشيعة من الأسر المعروفة في عام 2002.
لم تفز الجمعية بأي مقعد في الانتخابات العامة لعام 2002 أو 2006. ستة عشر من أعضائها عينوا من قبل ملك البحرين في عام 2002 في مجلس الشورى الذي يشارك في التشريع مع جلس النواب المنتخب.
تحالفت الجمعية مع جماعات ليبرالية أخرى مثل جمعية المنتدى التي تناضل من أجل الحريات الشخصية.
رئيس الجمعية هو أحمد جمعة وهو المحرر الثقافي لصحيفة الأيام.

## احتجاجات 2011
في 16 فبراير 2011 في اليوم الثالث للاحتجاجات البحرينية أصدرت جمعية الميثاق بيان ذكرت فيه أن مطلب نقل السلطة وإقامة حكومة منتخبة غير دستوري. وقال البيان «إن التصريحات المتكررة التي كتبها علي سلمان رئيس جمعية الوفاق الوطني الإسلامية عن تداول السلطة وحكومة منتخبة هي معيبة تماما».